# だいず
だいず（英: DAIZ）は、男性声優・岸尾だいすけと水島大宙による声優ユニットコンビ。

## メンバー
- 岸尾だいすけ（東京俳優生活協同組合所属→フリー→ホリプロ）
- 水島大宙（プロダクションバオバブ→アクセルワン所属）

## 概要
『ラジオのステルヴィア』での共演をきっかけに結成した、女性声優ユニット「DROPS」を応援する秘密結社「BACK DROPS(バックドロップ)」が原型。当時は「だいず組組員」を名乗る。その後、2005年春にコンビ「だいず（DAIZ）」と改め本格的に活動を開始する。
「だいず」の名前は「だいすけ（岸尾大輔）」と「だいちゅう（水島大宙）」であることから、だい's→だいずとなったもの。ちなみに、ユニットではなく、あくまでもコンビ。
バカでかっこいい＝「バカっこいい」をコンセプトに、とにかく面白い事をやる、色々な形で（まずは自分たちを）応援する、を活動目的とする。
二人の自主結成によるコンビのため、活動は本人達の自主的なもので、イベントも完全に手作り。会場の手配からイベントのプログラムや来場者へのお土産作りまで、彼らが自ら行っている。
かなり本気なオリジナルネタによるコントの披露、自分たちが引くくらい格好つけたライヴの他、個性的なイベントなどを開催している。
なお、「ラジオのステルヴィア」の関係者や、岸尾氏の事務所の後輩などが「だいず製造委員会」としてサポートしている。
しかし2010年を最後に活動が途絶え、2013年現在では活動休止状態にある。

## イベント略歴
- 2005年5月22日 プレイベント「ザ・おもらい 〜だいずにします〜」 会場：葛飾シンフォニーヒルズ
- 2005年6月28日「俺たちだいず!バカっこいい!!」 会場：原宿アストロホール
  - 第1部「お笑いだいず鑑」
  - 第2部「ダイブ!」
- 2005年10月9日「ザ・撮影関係 〜フォトフォトにします〜」 会場：葛飾シンフォニーヒルズ・レインボーの間
- 2005年12月27日ガッツ（鳥海浩輔・保村真・吉野裕行）とのコラボイベント　会場：shibuya eggman
  - 第1部「ガッツとだいず」
  - 第2部「だいずとガッツ」
- 2005年12月29日「俺達だいず!!振り返ればナニかいる?!」 会場：カラオケパセラ・新宿店
  - 昼の部「そろそろソロ?大（輔）宴会」
  - 夜の部「年忘れ!!逆紅白・普通にカラオケ歌合戦」
- 2006年7月20日「ラジオのイソフラボンジュール」 会場：杉並勤労福祉会館
  - 第1部「ラジオのイソフラボンジュール」
  - 第2部「ラジオのイソフラボンジュール 〜スプラッシュスター〜」
- 2006年9月16日「ラジオのイソフラボンジュール」 会場：滝野川会館・大ホール
  - 第1部「ラジオのイソフラボンジュール 〜カブト〜」
  - 第2部「ラジオのイソフラボンジュール 〜メビウス〜」
  - 第3部「ラジオのイソフラボンジュール 〜番外編・ラジオではない!〜」
- 2007年1月28日「新春シャンソン山村ショー」 会場：杉並勤労福祉会館
  - 第1部「これがアンドロメダ座だぞ」
  - 第2部「故郷はコロラド、コロラドだぞ」
- 2007年3月29日 【岸尾だいすけ ソロイベント】 会場：杉並勤労福祉会館
  - 「大輔大作戦!! 〜散々な33・序章〜」
- 2007年6月30日「ぽじすと 〜POSITIVE　STRATEGY〜」 会場：杉並勤労福祉会館
- 2007年8月11日 【岸尾だいすけ ソロイベント】 会場：杉並勤労福祉会館
  - 「だいすけだいさくせん!! 〜散々な33・終章〜」
- 2007年8月12日「お盆だヨ☆おバカ参り!!」 会場：杉並勤労福祉会館
  - 昼の部「奇声を上げて帰省中」
  - 夜の部「規制されつつ帰省中」
- 2007年9月28日 【岸尾だいすけ ソロイベント】 会場：セシオン杉並
  - 「だいすけだいさくせんりたーんず!! 〜散々な33 Z〜」
- 2007年12月15日 【岸尾だいすけ ソロイベント】 会場：セシオン杉並
  - 昼の部「だいすけだいさくせん!りたーんずNEO 〜散々な33・トナカイ」
  - 夜の部「だいすけだいさくせん!りたーんずNEO 〜散々な33・ツリー」
- 2008年3月28日 【岸尾だいすけ ソロイベント】 会場：杉並勤労福祉会館
  - 「だいすけだいさくせん!・新すけさんイラッシャ～イ 〜三四、5、6・2DK〜」
- 2009年3月22日 【岸尾だいすけ ソロイベント】 会場：前進座劇場
  - 昼の部「だいすけだいさくせん 〜碧い35SHOW〜 三月生まれの方をお祝いしちゃいます!!三月生まれの方12名をご招待!?」
  - 夜の部「だいすけだいさくせん 〜桃色35SHOW〜 だいさくを祝ってみませんか?」
- 2009年6月6日 【岸尾だいすけ ソロイベント】 会場：武蔵野市民文化会館
  - 昼の部「だいすけだいさくせん 〜6・6（ろっくろっく）こんにちは〜 6月生まれのお友達のお誕生会!＋α 6月生まれのお友達を12名ご招待」
  - 夜の部「だいすけだいさくせん 〜素麺・棋子麺・今日、Oh麺!〜 「6・6・6」のダミアンデーに一体何が起こるのか」
- 2009年7月26日 【岸尾だいすけ ソロイベント】 会場：杉並勤労福祉会館
  - 昼の部「だいすけだいさくせん 〜OGI ROCK FESTIVAL’09」
  - 夜の部「だいすけだいさくせん 〜KUBO ROCK FESTIVAL’09」
- 2009年8月15日 【岸尾だいすけ ソロイベント】 会場：杉並公会堂
  - 「だいすけだいさくせん～俺の815に立つな!!」
- 2009年8月16日 【岸尾だいすけ ソロイベント】 会場：杉並公会堂
  - 昼の部「だいすけだいさくせん〜 ♪ハイロ、ハイロフロ、ハイロフロ♪四、五人の刺客・昼と夜」
  - 夜の部「だいすけだいさくせん〜 ♪ハイロ、ハイロフロ、ハイロフロ♪四、五人の刺客・昼と夜」
- 2009年10月17日 【岸尾だいすけ ソロイベント】 会場：三鷹市公会堂
  - 昼の部「だいすけだいさくせん 〜アメオトーク〜」
  - 夜の部「だいすけだいさくせん 〜土曜でどうでショー〜」
- 2009年12月27日 【岸尾だいすけ ソロイベント】 会場：杉並勤労福祉会館
  - 昼の部「だいすけだいさくせん 〜真っ昼間のアフタヌーン〜」
  - 夜の部「だいすけだいさくせん 〜真夜中のミッドナイト〜」
- 2010年2月7日 【岸尾だいすけ ソロイベント】 会場：三鷹市公会堂
  - 昼の部「だいすけだいさくせん 〜故意に濃い焦がれ鯉になく〜」
  - 夜の部「だいすけだいさくせん 〜来いに行為焦がれ鯛になる〜」
- 2010年4月4日 【岸尾だいすけ ソロイベント】 会場：武蔵野市民文化会館
  - 昼の部「だいすけだいさくせん 〜Iam36（サム）（寒!）〜」
  - 夜の部「だいすけだいさくせん 〜タイガーマスク36世〜」